# Pouce (région)
Pour les articles homonymes, voir Pouce et Thumb (homonymie).

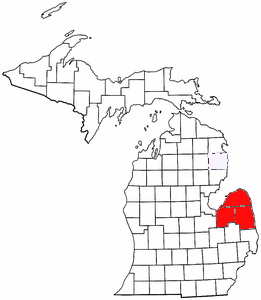
Carte du Michigan avec les comtés formant le « pouce » en rouge.

Le Pouce (en anglais : The Thumb) est une région de l'État américain du Michigan.
Le Pouce doit son nom à la forme de la péninsule inférieure du Michigan, qui rappelle celle d'une moufle ou d'une mitaine, et dont la région constitue le pouce. Il s'agit en réalité d'une péninsule plus modeste formée durant la période glaciaire à l'occasion de la fonde des glaces. Elle s'avance dans le lac Huron avec la pointe aux Barques à son extrémité ; la baie de Saginaw constitue le « creux du pouce ».
L'intérieur du Pouce est caractérisé par des moraines et sander, propices aux forêts et à une agriculture diversifiée. Ses frontières extérieures sont au contraires faites de sols argileux, drainés par l'homme pour des cultures en rangées.
Dans toutes les définitions, le Pouce comprend les trois comtés de Huron, de Sanilac et de Tuscola. Y sont souvent ajoutés les comtés de Lapeer et de Saint Clair, qui forment la base du Pouce (au sud).
Majoritairement rural, le Pouce compte en 2019 entre 124 396 (définition stricte) et 371 131 habitants (avec les comtés de Lapeer et Saint Clair). C'est l'une des régions du Michigan les plus favorables à Donald Trump lors de l'élection présidentielle américaine de 2016.
On place le Pouce dans la région plus vaste de Flint/Tri-Cities.